# ヴァドーダラー
ヴァドーダラー（Vadodara, グジャラート語: વડોદરા, マラーティー語: वडोदरा）は、インド西部のグジャラート州の都市である。かつてはガーイクワード家及びヴァドーダラー藩王国の首都であった。
面積148.22平方キロメートル、人口約160万人（2012年）。インドの都市圏で16番目、グジャラート州で3番目に人口の多い都市であり、州の人口のおよそ7%が集中している（2001年人口統計）。

## 名称
別名：バローダー（Baroda, बड़ोदा）。現地語でも表記や発音に幅があるため、日本語でもヴァドダラ、バドダラ、ワドダラ、バローダなどと様々な表記が存在する。

## 交通
アフマダーバードまで約100km、ムンバイまで約400km。ヴァドーダラー空港（Vadodara Airport）があり、インド国内主要都市と接続している。